# Francis S. Collins
Francis Sellers Collins, né le 14 avril 1950 à Staunton en Virginie, est un médecin généticien américain.

## Biographie
Collins a réalisé d'importantes découvertes concernant les gènes et s'est beaucoup impliqué dans le projet génome humain. Il est depuis 2007 directeur des National Institutes of Health (NIH) à Bethesda.
Collins est chrétien évangélique et a écrit un livre intitulé De la génétique à Dieu, paru en 2006 et disponible en français depuis 2010,,. Dans cet ouvrage, il explique que la science doit se réconcilier avec la foi, et que les deux doivent travailler ensemble, et non l'une contre l'autre,. Il obtient, en 2020, le prix de la fondation Templeton, qui récompense des scientifiques faisant dialoguer science et foi.
Il a fondé et a été président de la The BioLogos Foundation (en) avant d'accepter la nomination de mener le NIH. Il est également lauréat de la National Medal of Science et est membre de l'Académie nationale des sciences.